# Isosaari (ö i Finland, Lappland, Tunturi-Lappi, lat 68,38, long 24,13)
Isosaari eller Peltojärvensaari är en ö i Finland. Den ligger i sjön Peltojärvi och i kommunen Enontekis i den ekonomiska regionen  Fjäll-Lappland  och landskapet Lappland, i den norra delen av landet, 900 km norr om huvudstaden Helsingfors. Öns area är 2,2 hektar och dess största längd är 210 meter i öst-västlig riktning.